# 시안 Y-7

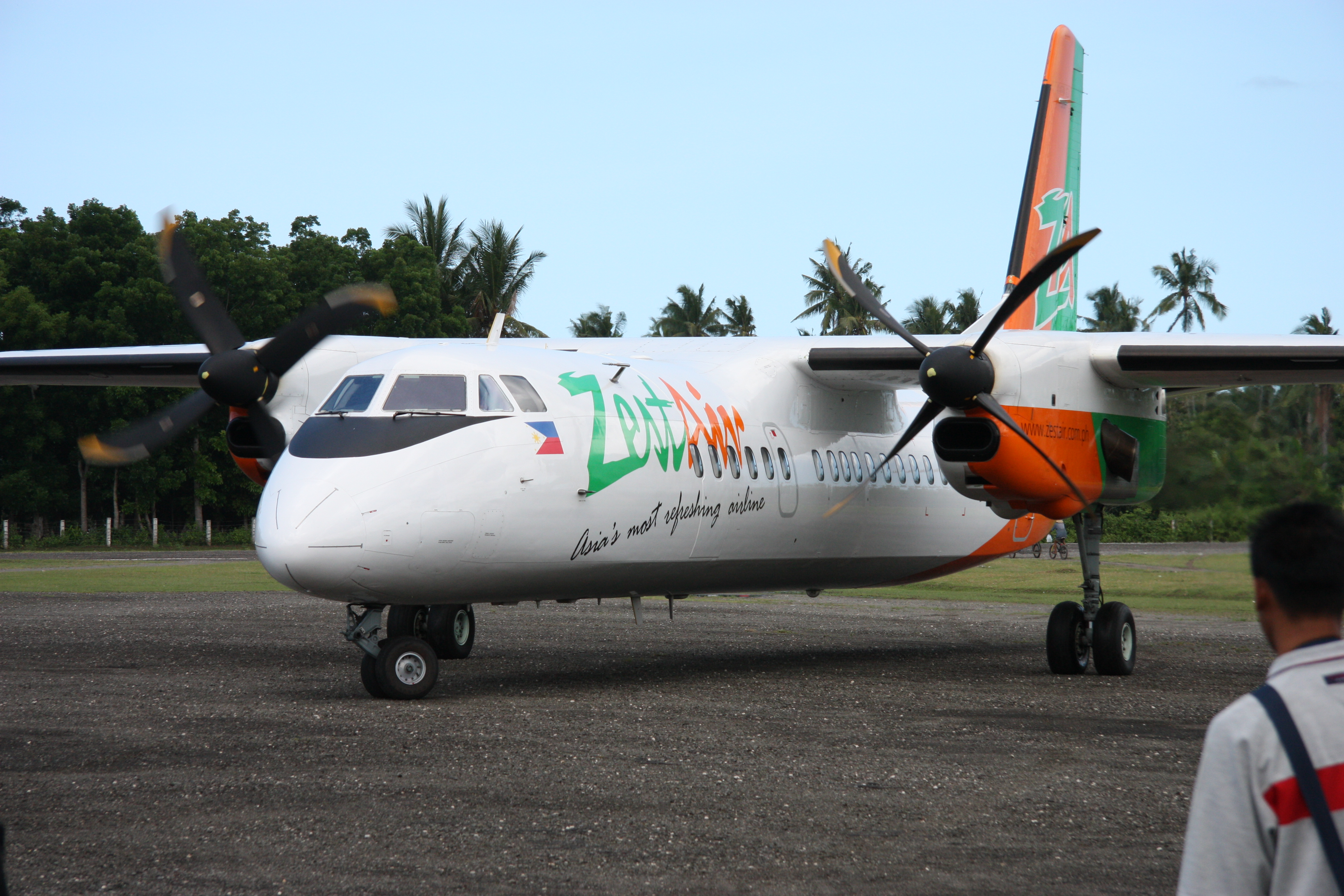
필리핀 제스트 항공의 MA60 여객기

시안 Y-7은 구소련(우크라이나)의 안토노프 An-24, 안토노프 An-26 수송기를 중국이 카피한 것이다. 60인승인 MA60 여객기는 2000년 2월 25일 초도비행을 하였으며, 15개국에 수출되었다. 참고로 대쉬 8과 같은 기종이다.

## 항공모함
Y-7 조기경보기는 미국의 E-2 호크아이와 같은, 최대이륙중량 23톤 정도의 비행기이다. 중국 최초의 베이징급 항공모함에 탑재하려고 한다.

## 사용국가
캄보디아
 이란
 라오스
 모리타니
 중화인민공화국

## 제원 (Y7-100)
정보의 출처: 
일반 특성
- 승무원: 3
- 화물탑재량: 5,500kg (12,125lb)
- 길이: 24.218m (79ft 5½in)
- 날개폭: 29.666m (97ft 4in)
- 높이: 8.553m (28ft 0¾in)
- 날개면적: 75.26m2 (810.1ft2)
- 날개꼴: TsAGI S-5[2]
- 공허중량: 14,988kg (33,042lb)
- 최대이륙중량: 21,800kg (48,060lb)
- 엔진:
  - 1× PY19A-300 Turbojet, 900kgp (1984lb)
  - 2× Dongan WJ5A Turbo-prop, 2,000-2,400ehp ()  각각
    - 프로펠러: Baoding J-16-G10A propeller, 1 엔진 마다

  - 프로펠러 직경: 3.9m (12ft 9½in)

성능
- 최대속도: 503 km/h (313mph)
- 순항속도: @ 6,000 m (19,685ft), 423 km/h (263mph)
- 항속거리: max payload 910km, max fuel 1,982km (max payload 565miles, max fuel 1,231miles)
- 상승한도: 8,750m (28,700ft)

- Take-off run at maxTOW 640m(2,100ft)